# Cerastium candidissimum
Cerastium candidissimum är en nejlikväxtart som beskrevs av Corr. Cerastium candidissimum ingår i släktet arvar, och familjen nejlikväxter. Inga underarter finns listade i Catalogue of Life.

## Bildgalleri

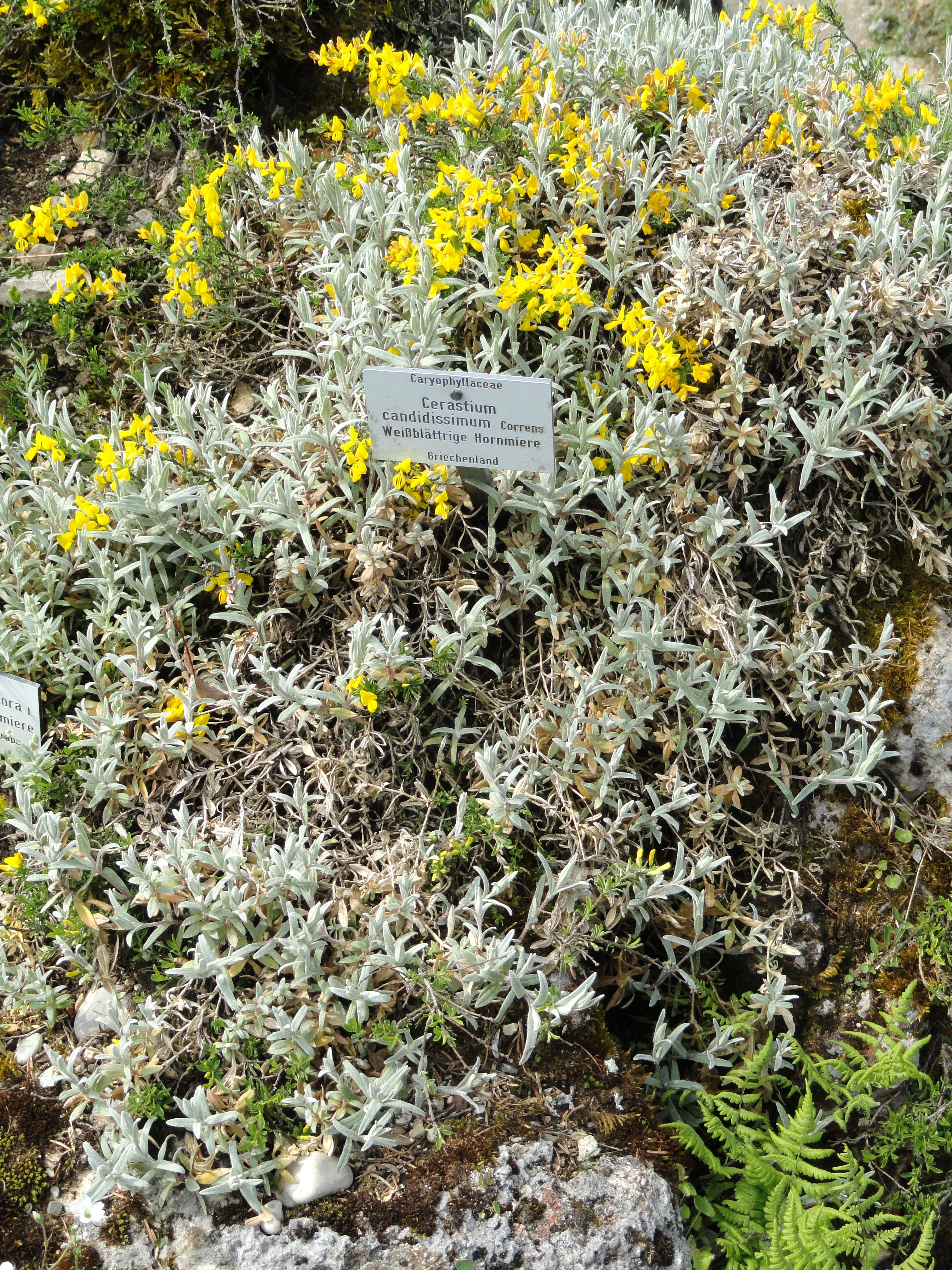
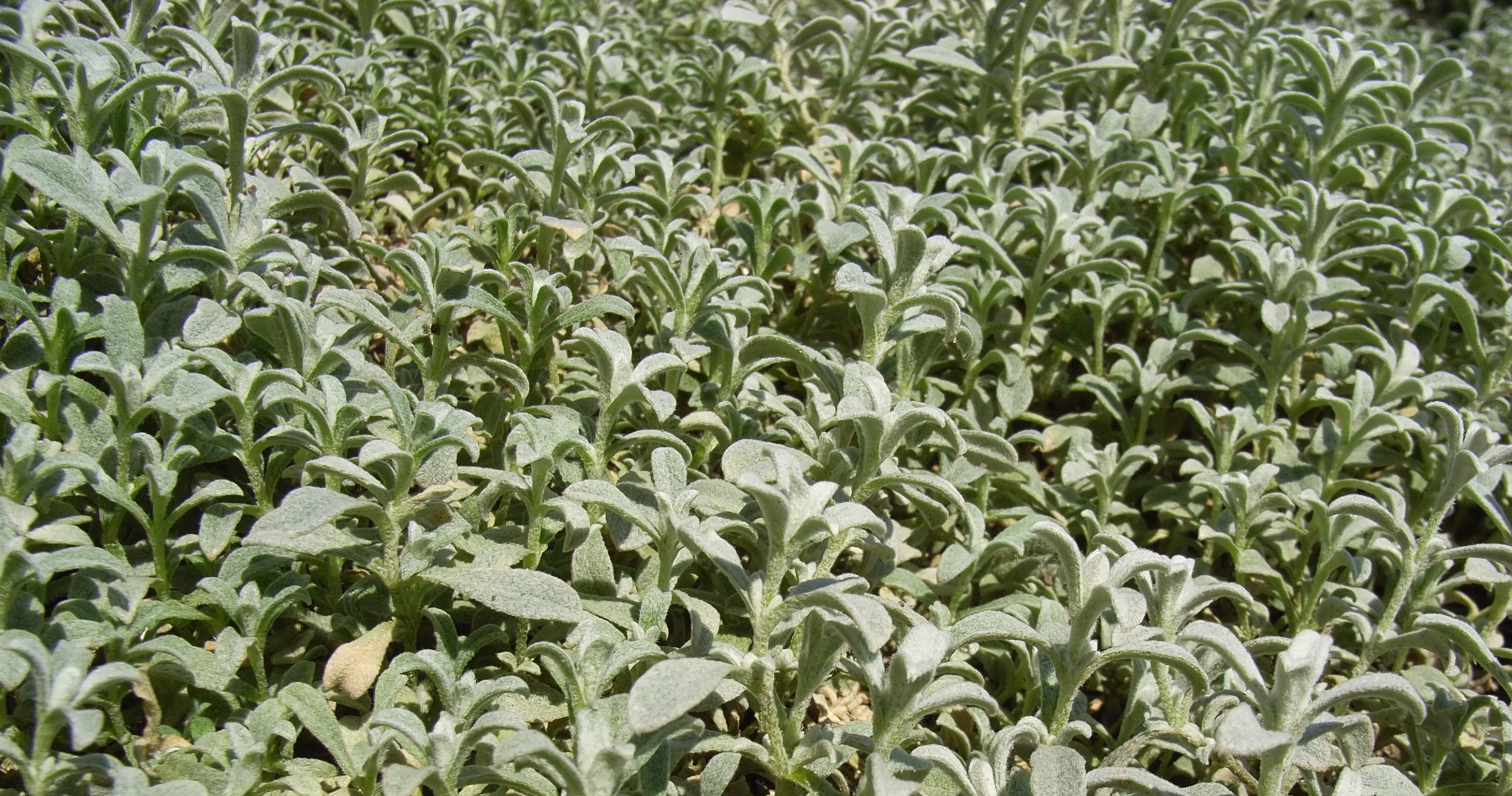